# Tour de France 2007/4. Etappe
| Etappe 4                          |                    |                         |
| Ergebnis der 4. Etappe            |                    |                         |
| Etappensieger                     | Thor Hushovd       | 4:37:47 h (41,687 km/h) |
| Zweiter                           | Robert Hunter      | gl. Zeit                |
| Dritter                           | Óscar Freire       | gl. Zeit                |
| Vierter                           | Erik Zabel         | gl. Zeit                |
| Fünfter                           | Danilo Napolitano  | gl. Zeit                |
| Sechster                          | Gert Steegmans     | gl. Zeit                |
| Siebter                           | Robert Förster     | gl. Zeit                |
| Achter                            | Tom Boonen         | gl. Zeit                |
| Neunter                           | Sébastien Chavanel | gl. Zeit                |
| Zehnter                           | Mark Cavendish     | gl. Zeit                |
| Kämpferischster Fahrer            | Matthieu Sprick    | Matthieu Sprick         |
| Zwischenstände nach der 4. Etappe |                    |                         |
| Gelbes Trikot                     | Fabian Cancellara  | 19:49:55 h              |
| Zweiter                           | Thor Hushovd       | + 0:29 min              |
| Dritter                           | Andreas Klöden     | + 0:33 min              |
| Grünes Trikot                     | Tom Boonen         | 98 P.                   |
| Zweiter                           | Erik Zabel         | 86 P.                   |
| Dritter                           | Robbie McEwen      | 84 P.                   |
| Gepunktetes Trikot                | Stéphane Augé      | 9 P.                    |
| Zweiter                           | David Millar       | 7 P.                    |
| Dritter                           | Sylvain Chavanel   | 7 P.                    |
| Weißes Trikot                     | Wladimir Gussew    | 19:50:40 h              |
| Zweiter                           | Thomas Dekker      | + 0:06 min              |
| Dritter                           | Benoît Vaugrenard  | + 0:07 min              |
| Teamwertung                       | Team Astana        | 59:32:03 h              |
| Zweiter                           | Team CSC           | + 0:02 min              |
| Dritter                           | Discovery Channel  | + 0:05 min              |

Die 4. Etappe der Tour de France 2007 am 11. Juli war 193 Kilometer lang und führte die Fahrer von Villers-Cotterêts südostwärts bis in die Bourgogne, im Einzelnen durch die Départements Aisne, Seine-et-Marne, Aube und Yonne, nach Joigny. Sie war die erste Etappe der Austragung, die ausschließlich innerhalb Frankreichs verlief. Das vierte flache Teilstück war mit insgesamt vier kleineren Bergwertungen vom Profil her leicht welliger als die vorangegangenen Etappen.
Das Renngeschehen wurde zu Beginn von der Équipe Cofidis bestimmt, die mit Stéphane Augé den Träger des Gepunkteten Trikots in ihren Reihen hielt. Sie führten das Feld geschlossen zur ersten Bergwertung des Tages bei Rennkilometer 23,5. Nach 29 gefahrenen Kilometern begannen dann die ersten Attacken. Letztendlich konnte sich ein Quintett, bestehend aus dem Initiator der Flucht Matthieu Sprick sowie Christian Knees, Juan Antonio Flecha, Sylvain Chavanel und Gorka Verdugo, vom Feld absetzten. In der Folge fuhr die Fünfergruppe einen maximalen Vorsprung von knapp vier Minuten heraus, während sich im Hauptfeld ein Sturz ereignete, der das Feld kurzfristig in zwei Teile spaltete. Trotzdem verringerte sich der Vorsprung der Ausreißer leicht und pendelte sich schließlich bei etwa zwei bis vier Minuten ein.
Als der Vorsprung 25 Kilometer vor dem Ziel unter eine Minute gefallen war, endete die Einigkeit in der Fluchtgruppe. Nach einer Tempoverschärfung zunächst von Knees und danach von Sprick zerfiel die Gruppe kurzfristig, fand dann aber doch wieder zusammen. Nach einer erneuten Attacke neun Kilometer vor dem Ziel fielen Chavanel und Verdugo zurück und wurden alsbald vom Peloton gestellt. Unterdessen setzte Knees eine weitere Attacke, der Sprick zum Opfer fiel. Schließlich stellte das Hauptfeld das verbliebene Duo um Knees und Flecha, als noch sieben Kilometer zurückzulegen waren.
Geschlossen fuhr das Peloton, angeführt von den Sprintermannschaften, nach Joigny ein, wo der Norweger Thor Hushovd den Sprint vor dem Südafrikaner Robert Hunter und dem spanischen Dreifach-Weltmeister Óscar Freire gewann.
In sämtlichen Einzelwertungen und in der Teamwertung gab es keinen Führungswechsel. Thor Hushovd konnte sich durch Zeitgutschriften auf den zweiten Platz in der Gesamtwertung vorschieben. Sein Rückstand auf den Träger des Gelben Trikots Fabian Cancellara betrug 29 Sekunden. Erik Zabel rückte auf den zweiten Platz in der Punktewertung vor.

## Aufgaben
- 19 Xabier Zandio – während der Etappe, Bruch des rechten Schlüsselbeins und ausgekugelte rechte Schulter nach Sturz

## Zwischensprints
1. Zwischensprint in La Ferté-Gaucher (Kilometer 69) (126 m ü. NN)
| Erster  | Juan Antonio Flecha | 6 P. und 6 s |
| Zweiter | Sylvain Chavanel    | 4 P. und 4 s |
| Dritter | Matthieu Sprick     | 2 P. und 2 s |

2. Zwischensprint in Soligny-les-Étangs (Kilometer 122,5) (55 m ü. NN)
| Erster  | Juan Antonio Flecha | 6 P. und 6 s |
| Zweiter | Sylvain Chavanel    | 4 P. und 4 s |
| Dritter | Christian Knees     | 2 P. und 2 s |

3. Zwischensprint in Theil-sur-Vanne (Kilometer 158,5) (59 m ü. NN)
| Erster  | Juan Antonio Flecha | 6 P. und 6 s |
| Zweiter | Sylvain Chavanel    | 4 P. und 4 s |
| Dritter | Christian Knees     | 2 P. und 2 s |

## Bergwertungen
Côte de Veuilly-la-Poterie, Kategorie 4 (Kilometer 23,5) (125 m ü. NN; 1,0 km à 5,2 %)
| Erster  | Aljaksandr Kuschynski | 3 P. |
| Zweiter | David Millar          | 2 P. |
| Dritter | Stéphane Augé         | 1 P. |

Côte de Doucy, Kategorie 4 (Kilometer 62,5) (170 m ü. NN; 1,9 km à 4,9 %)
| Erster  | Sylvain Chavanel    | 3 P. |
| Zweiter | Juan Antonio Flecha | 2 P. |
| Dritter | Gorka Verdugo       | 1 P. |

Côte de Galbaux, Kategorie 4 (Kilometer 144) (173 m ü. NN; 2,4 km à 3,8 %)
| Erster  | Sylvain Chavanel    | 3 P. |
| Zweiter | Christian Knees     | 2 P. |
| Dritter | Juan Antonio Flecha | 1 P. |

Côte de Bel-Air, Kategorie 4 (Kilometer 148,5) (170 m ü. NN; 1,3 km à 5,4 %)
| Erster  | Christian Knees  | 3 P. |
| Zweiter | Matthieu Sprick  | 2 P. |
| Dritter | Sylvain Chavanel | 1 P. |